# Stary Arsenał w Wilnie

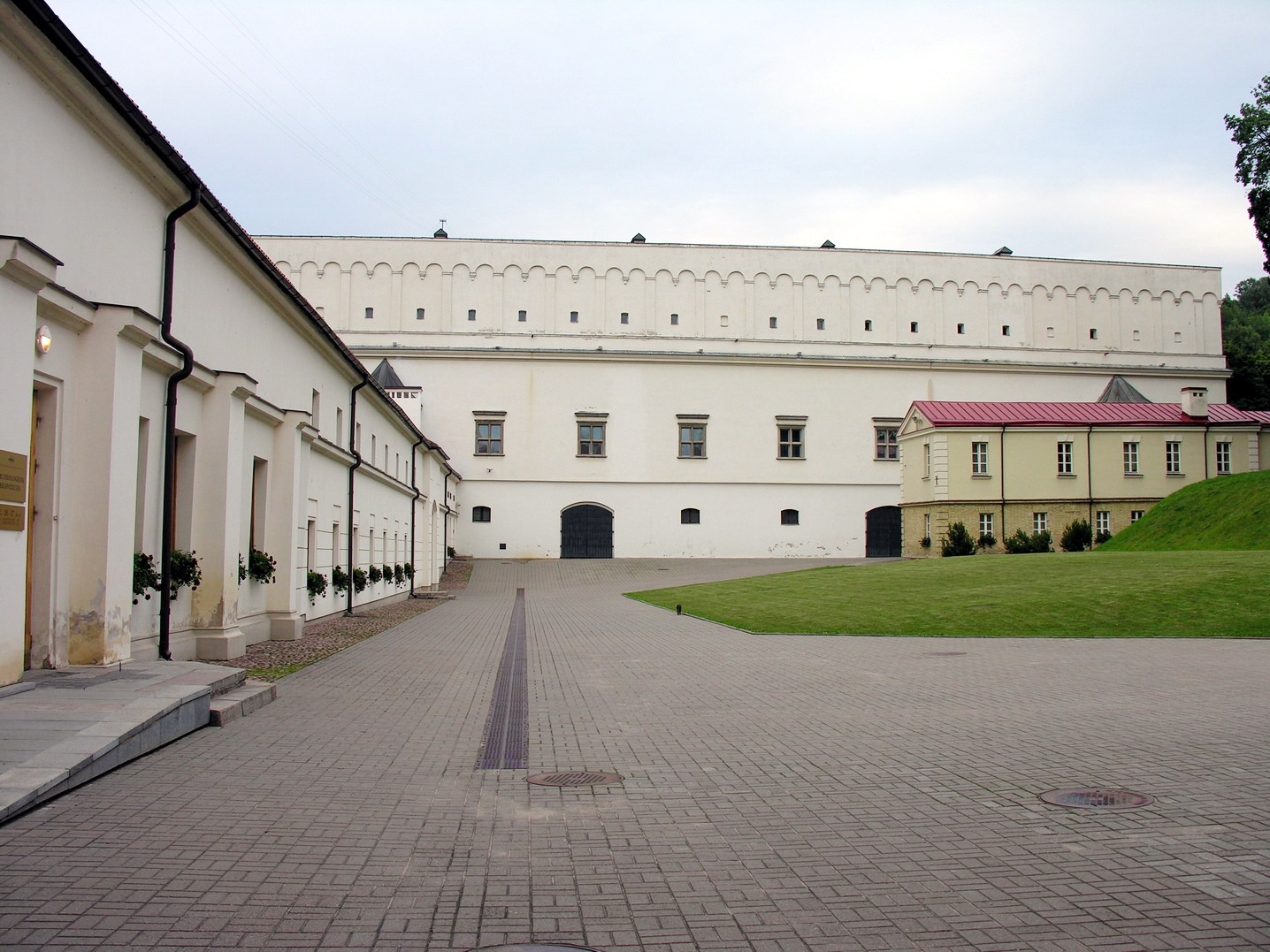
Stary Arsenał

Stary Arsenał (lit. Senasis arsenalas) – budowla w Wilnie, wzniesiona w XV wieku. Stary Arsenał został przebudowany i powiększony za panowania Zygmunta I Starego i Zygmunta II Augusta. W XVII wieku gmach ozdobiono renesansową attyką. W tym czasie w arsenale przechowywano ok. 180 armat. W czasie II wojny światowej został całkowicie zniszczony, a po wojnie odbudowany.
Obecnie w arsenale mieści się Muzeum Sztuki Użytkowej.